# Панченко Едуард Андрійович
Едуа́рд Андрі́йович Па́нченко (4 липня 1992 — 8 лютого 2015) — солдат Збройних сил України, учасник російсько-української війни.

## Життєпис
Закінчив дніпропетровське училище, захоплювався спортом — грав у баскетбольній команді. Строкову службу пройшов у 25-й десантній бригаді, восени 2013 року одружився.
Мобілізований 4 квітня 2014-го, механік-водій 93-ї окремої механізованої бригади. Лагодив техніку та зброю, деякі запчастини купував власним коштом.
18 січня 2015-го поблизу села Тоненьке під машиною Едуарда вибухнув снаряд, праву ногу повністю розірвало, друга сильно пошкоджена. З лінії вогню витягнув командир роти Максим Пресняков ціною власного життя. Едуарда доставили до дніпропетровської лікарні, звідти до Києва. Дорогою почалася гангрена, одну ногу вимушено ампутували майже по стегно. Проте ампутація не допомогла, через тиждень після другої операції Едуард Панченко пішов з життя.
Лишилась вагітна дружина Катерина; 17 квітня 2015 року народився син.

## Нагороди та вшанування
За особисту мужність і героїзм, виявлені у захисті державного суверенітету та територіальної цілісності України, вірність військовій присязі під час російсько-української війни, відзначений — нагороджений
- Указом Президента України № 436/2015 від 17 липня 2015 року — орденом «За мужність» III ступеня (посмертно)[1]
- пам'ятною відзнакою міського голови Кам'янського — нагрудним знаком «Захисник України» (посмертно, 11.10.2016)